# 特文寧 (密歇根州)
特文寧（英語：Twining）是位於美國密歇根州阿勒納克縣的一個村。

## 人口
根據2020年美國人口普查的數據，特文寧的面積為2.52平方千米，當中陸地面積為2.52平方千米，而水域面積為0.00平方千米。當地共有人口130人，而人口密度為每平方千米51人。